# Паужетка (селище)
Паужетка  (рос. Паужетка) — селище у Усть-Большерецькому районі Камчатського краю Російської Федерації.
Населення становить 88 (2010) осіб. Населений пункт розташований на міжпоселеннєвій території.

## Історія
До 1 червня 2007 року у складі Камчатської області, відтак у складі Камчатського краю. Згідно із законом від 22 жовтня 2004 року органом місцевого самоврядування є міжпоселеннєва територія.

## Населення
| 2002 | 2010 |
| ---- | ---- |
| 0    | ↗88  |